# 斎藤伝十郎
斎藤 伝十郎（さいとう でんじゅうろう）は明治時代の新潟県の政治家。佐渡雑太郡で戸長・村会議員等を務め、斎藤活版印刷所を創業した。俳号は一貫。

## 生涯

### 諸事業の試み
天保13年（1842年）3月21日佐渡国雑太郡石田鍛治町斎藤伝七家に生まれた。幼名は鶴松。銅鍛冶を営み、一国鍛冶頭取中村清助遺児を後見した。
明治5年（1872年）7月石塚甚造と吾潟村本間令桑を中原神社に招いて勧進能を開催した。同年8月相川病院長長谷川元良と牛酪製造を計画、また金北山下の薬草を採集し、高岡病院加賀国手・津田淳三・太田美農里、大阪薬舗小西茂平等に売り込んだが、製品化に失敗した。
1875年（明治8年）上の字鞍立を宅地開発した。

### 公職
1876年（明治9年）6月27日新潟県第27大区小6区2番組（石田村・中原村）戸長を命じられ、等外四等となった。7月23日浦役人、1877年（明治10年）5月18日小6区受持区長代理を命じられ、1879年（明治12年）12月2日郡区改正により退職した。同年春石塚甚太郎と中原字堀田の田地を宅地開発した。
1880年（明治13年）1月・1882年（明治15年）2月石田村会議員、1880年（明治13年）2月22日河原田組合商人頭取、1880年（明治13年）・1882年（明治15年）佐渡三郡町村連合会員を歴任した。

### 印刷業の開始
1881年（明治14年）3月『明治九年改正 佐渡国地租改正諸種一覧表』を出版し、印刷技術の利便性を認識した。1882年（明治15年）9月佐渡三郡戸長会議で議長を務めた際、郡長粟野匡が従来116町村で回覧していた通達文書を印刷するため活版印刷機を共同購入する議案を提出すると、審議前に自ら印刷業の経営を名乗り出た。
相川富田新右衛門の友人広川新平に東京での印刷機の購入と印刷工の斡旋を依頼し、1883年（明治16年）1月機械と印刷工指田芳次郎が到着すると、2月10日鍛治町の自宅で斎藤活版印刷所を開業し、3月『佐渡全州地誌摘要』を刊行した。12月3日長男長三の徴兵回避のため隠居し、事業を譲った。
1884年（明治17年）4月佐渡新聞社創立を宣言して株主募集に奔走中、1885年（明治18年）8月相川塩屋町小池又平旅館で発病し、11月27日死去した。諡号は経写院広徳本願居士。

## 斎藤家
江戸時代初期西三川笹川十八枚村から石田鍛治町に移住した斎藤八右衛門家の分家で、代々伝七と称した。
1. 伝七 寛文7年（1667年） - 宝暦2年（1752年）[2]
2. 伝七 享保7年（1722年） - 天明4年（1784年）[2]
3. 伝七 寛延2年（1749年） - 天保2年（1831年）[2]
4. 伝七 天明4年（1784年） - 嘉永2年（1849年）[2]
5. 伝七 文化3年（1806年） - 元治元年（1864年）[2]
6. 伝十郎[2]

4代伝七は文化13年（1816年）・文政13年（1830年）から各3年間石田村名主を務め、酒造も営んだ。天保9年（1838年）閏4月巡見使広木茂太郎・御料巡見使木下内記を案内した。俳号は上風。辞世は「孫の児に筐（かたみ）なりけり梅さくら」「死ぬる身の人なつかしやおぼろ月」。
伝十郎の妻はマキといい、斎藤長三等5男4女を儲けた。